# داني باريو
داني باربيو (بالإسبانية: Dani Barrio)‏ (ولد في 10 فبراير 1987) هو لاعب كرة قدم إسباني يلعب كحارس مرمى.

## روابط خارجية
- داني باريو على موقع قاعدة بيانات كرة القدم.إي يو (الإنجليزية)
- داني باريو على موقع Soccerway.com (الإنجليزية)
- داني باريو على موقع عالم كرة القدم.نت (الإنجليزية)
- داني باريو على موقع AS.com (الإسبانية)